# Paule Constant
Pour les articles homonymes, voir Constant.
Paule Constant est une critique littéraire et femme de lettres française née le 25 janvier 1944 à Gan dans les Pyrénées-Atlantiques.

## Biographie
Paule Michèle Marie-Rose Constant passe une grande partie de sa vie à l'étranger, notamment en Afrique, en Asie et en Amérique du Sud. Elle vit ensuite à Aix-en-Provence. 
Son père fut médecin au Cameroun et à Cayenne. Elle grandit enfant à Cayenne puis près de ses grands-parents dans la région de Pau. Elle se marie en 1968 avec le docteur Auguste Bourgeade et s'installe à Abidjan. En 1972, elle donne naissance à son fils au CHU de Cocody où travaille son mari. 
Elle entreprend en 1968 une carrière d'universitaire. En 1974 puis 1987, elle soutient une thèse de doctorat ès lettres. Elle fut notamment professeure à l'Université Félix Houphouët-Boigny d'Abidjan et à l'Université d'Aix-Marseille. 
Elle reçoit le prix Goncourt en 1998 pour Confidence pour confidence et, le 8 janvier 2013, est élue à l'unanimité à l'Académie Goncourt au couvert de Robert Sabatier.
En 2010, elle est faite officier de la Légion d'honneur, puis en 2015 grand officier de l'ordre national du Mérite.

## Œuvres

### Romans
- Ouregano, 1980, éditions Gallimard – prix Valery-Larbaud
- Propriété privée, 1981, Gallimard
- Balta, 1983, Gallimard
- Un monde à l’usage des demoiselles, 1987, Gallimard, Grand Prix de l'essai de l'Académie française
- White Spirit, 1989, Gallimard – Grand prix du roman de l'Académie française
- Le Grand Ghâpal, 1991, Gallimard – Prix Jackie-Bouquin
- La Fille du Gobernator, 1994, Gallimard
- Confidence pour confidence, 1998, Gallimard – Prix Goncourt
- Sucre et Secret, 2003, Gallimard
- La Bête à chagrin, 2007, Gallimard
- C'est fort la France !, 2013, Gallimard
- Des chauves-souris, des singes et des hommes, 2016, Gallimard
- Mes Afriques : romans, Paris, Gallimard Quarto, 2019, 1120 p. (ISBN 978-2-07-281939-1, lire en ligne)
- La Cécité des rivières, Gallimard, 2022.

### Divers
Elle a collaboré à des documentaires de télévision :
- pour Arte : L'Éducation des jeunes filles de la Légion d'honneur (1992) ;
- pour La 5 : dans la série Mon héros préféré : la Princesse de Clèves (1996) ;
- pour France 2 : dans la série Les Grands Fleuves racontés par des écrivains : L'Amazone (1997) ;
- pour La 5 : dans la série Galilée : Paule Constant sur les traces de Jean Giono (2001).

## Décorations
- Officier de la Légion d'honneur (2010)
- Grand officier de l'ordre national du Mérite (2015)
- Chevalière de l'ordre du Mérite culturel de Monaco[9]

## Hommages
L'école de Gan, village où elle est née, porte son nom. 

## Sur quelques ouvrages

### Des chauves-souris, des singes et des hommes(2016)
Vers 1975 ou 1976. En lisière d'un petit village du Zaïre, de langue boutoul, d'une petite ethnie, loin de tout, proche de la grande forêt, une jeune fille de sept ans, Olympe, rejetée par les garçons presque de son âge (8-14 ans) partis chasser, découvre une petite chauve-souris, si douce, et la tient enfermée dans sa main, avant de retourner au village, près de la rivière Ebola, dans le bassin du fleuve Congo.
Agrippine, médecin d'origine bruxelloise, spécialisée en maladies infectieuses et tropicales, lancée depuis longtemps dans les actions humanitaires en pays défavorisés, loin des caméras, avec des ONG comme Médecins sans frontières, elle débarque dans un aéroport et rejoint une mission dans la boucle du Madulé, près de l'hôpital de Yambuku, dans la province de l'Équateur (Zaïre), majoritairement bangala, en taxi-brousse puis en pirogue-pétrolette, dans laquelle elle fait la connaissance d'un commerçant itinérant, Docteur Désir. Les sœurs assurent depuis 80 ans une assistance médicale dans la région, et les campagnes de vaccination contre la rougeole sont une nécessité, inscrite dans les programmes de l'OMS.
Au village, les garçons sont enfin rentrés, ramenant, avec leurs aînés, le cadavre avancé d'un grand singe Silverback. Le chef accepte et les ripailles peuvent commencer avec cette viande faisandée et déjà assez pourrie. Docteur Désir (avec ses aides) fait escale dans ce village, y mange, et en ramène la fourrure du gorille.
Au dispensaire, Agrippine fait la connaissance de Virgile, ethnologue et sociologue de formation à l'ENS, et qui étudie le rapport entre les plantations d'hévéas et le réveil de maladies endémiques, par bouleversement de l'écosystème (p. 59), depuis trois jours dans ce dispensaire pour saigneurs d'hévéa et très critique envers les méthodes médicales encore pratiquées dans la région. Son grand-père, médecin-général colonial, et peut-être père, a été confronté au scandale de la lomidine au Cameroun en 1954. Sa sœur Violaine est devenue thérapeute.
Puis tout se noue, avec la guérisseuse Reine-Ma, Sœur cimetière, les sœurs du dispensaire, l'interprète Thomas, Joseph au noma, le début de campagne de vaccination d'Agrippine embarquée sur la pirogue de Presque-Chrétien, les assistantes Bienvenue et Obéissance, la découverte d'Olympe abandonnée sur une pirogue, puis du village ravagé, la rencontre de primatologues...